# ویلیام فاکس پیت
ویلیام فاکس پیت (انگلیسی: William Fox-Pitt؛ زادهٔ ۲ ژانویهٔ ۱۹۶۹) سوارکار اهل بریتانیا است.